# Kanton Eitorf
Der Kanton Eitorf hatte seinen Hauptsitz in Eitorf. Er war ab 1808 unter napoleonischer Verwaltung gebildet worden und bildete gleichzeitig den Jurisdiktionsbezirk Eitorf. Der neue Verwaltungsbezirk beruhte auf einem Befehl von Joachim Murat vom 13. Oktober 1807 zur Erneuerung der kommunalen Verwaltung im Großherzogtum Berg. Zum Kanton Eitorf gehörten die Kirchspiele Eitorf, Herchen, Leuscheid, Much, Ruppichteroth und Winterscheid, also Gebiete der Ämter Blankenberg und Windeck.

## Bevölkerung

Siegel der Bürgermeisterei Herchen

| Bevölkerung 1808     | Eitorf | Herchen | Leuscheid | Much  | Ruppichteroth | Winterscheid |
| Katholiken           | 3194   | 531     | 165       | 3326  | 1330          | 1198         |
| Lutheraner           | 14     | 568     | 1444      | 40    | 456           | 4            |
| Reformierte          | keine  | keine   | 14        | 180   | 101           | 2            |
| Juden                | keine  | keine   | 6         | keine | 15            | keine        |
| gesamt               | 3208   | 1099    | 1629      | 3546  | 1902          | 1204         |
| Adelige              | keine  | keine   | keine     | keine | 2             | keine        |
| Kaufleute            | 5      | keine   | 5         | keine | 3             | 2            |
| Handwerker           | 86     | 13      | 16        | 56    | 15            | 24           |
| Bauern               | 642    | 248     | 316       | 803   | 514           | 240          |
| Kirchen und Kapellen | 5      | 2       | 3         | 2     | 5             | 1            |
| Rittersitze          | 2      | keine   | keine     | 4     | 2             | 1            |
| Mühlen               | 10     | 2       | 5         | 11    | 3             | 3            |

## Verwaltungsgeschichte
Nach Festlegung der Jurisdiktionsbezirke wurden aus den Kirchspielen Munizipalitäten gebildet, später Mairie genannt. Diese waren in festgelegter Größe (in zwei Stunden durchschreitbar) und Einwohnerzahl (2.500 bis 5.000) anzulegen und sollten nicht durch unbegehbare Berge oder Flüsse geteilt sein. Es wurden verschiedene Vorschläge erörtert.
Die Kirchspiele Herchen und Leuscheid wurden zur Munizipalität Herchen zusammengelegt, da sich nicht genug Personal für zwei Verwaltungen finden ließen. Die Honschaften Halscheid und Geilhausen wurden auf Eingabe der 440 Einwohner nicht mit dem Kirchspiel Leuscheid der Munizipalität Herchen zugeschlagen, sondern der Munizipalität Dattenfeld. Begründung waren die Wegstrecke von drei Stunden, die Unpassierbarkeit der Sieg und die Zugehörigkeit zur Pfarre Rosbach.
Das Kirchspiel Winterscheid wurde ebenfalls aufgrund fehlenden Verwaltungspersonals mit Ruppichteroth zusammengelegt, obwohl die längste Wegstrecke zweieinhalb Stunden dauerte.
Much wurde trotz hoher Einwohnerzahl als gewachsenes Kirchspiel ebenso erhalten wie Eitorf, das durch die oft unpassierbare Sieg geteilt wurde.
Zuerst gehörte der Kanton Eitorf zum Arrondissement Siegen, der nach einem Dekret vom 14. November 1808 mit dem Arrondissement Dillenburg das Département Sieg bildete.
Am 16. Januar 1814 wurde unter der provisorischen preußischer Verwaltung der Kanton Eitorf dem Kreis Wipperfürth zugeschlagen und die Verwaltung neu organisiert. Damals zählte der Kanton 11.789 Einwohner.
1816 wurde der Kanton Eitorf dem neuen Kreis Uckerath zugeteilt.